# Revista Española de Filosofía Medieval
Revista Española de Filosofía Medieval (REFIME) es una publicación académica dedicada a la diseminación científica de estudios sobre el pensamiento medieval. Revista es impresa y distribuida por UcoPress (Universidad de Córdoba).  La Revista es el órgano oficial de la Sociedad de Filosofía Medieval (SOFIME) y se publica desde 1993, presentando artículos científicos en español, inglés, italiano, portugués, francés, y alemán, relacionados en el pensamiento y transmisión de saberes medievales y modernos, y también en relación con la tradición de la Antigüedad Tardía.
Los actuales editores de la Revista son Alexander Fidora Riera (ICREA – Universidad Autónoma de Barcelona), Pedro Mantas España (Universidad de Córdoba) y Nicola Polloni (KU Leuven, Bélgica). El equipo editorial incluye también a María Cabré Duran (Universidad de Gerona) como secretaria de la revista, Jack Ford (University College London) como editor asistente, y Ann Giletti (University of Oxford)) como editora de sección.